# Saint-Martin-des-Plains
Saint-Martin-des-Plains ist eine französische Gemeinde mit 178 Einwohnern (Stand: 1. Januar 2022) im Département Puy-de-Dôme in der Region Auvergne-Rhône-Alpes (vor 2016 Auvergne). Sie gehört zum Arrondissement Issoire und zum Kanton Brassac-les-Mines (bis 2015: Kanton Sauxillanges). 

## Geographie
Saint-Martin-des-Plains liegt etwa 36 Kilometer südsüdöstlich von Clermont-Ferrand. Das Gemeindegebiet wird vom Flüsschen Parcelles durchquert. Umgeben wird Saint-Martin-des-Plains von den Nachbargemeinden Les Pradeaux im Norden und Nordwesten, Saint-Rémy-de-Chargnat im Norden und Nordosten, Bansat im Osten, Mailhat im Süden sowie Nonette-Orsonnette im Westen und Südwesten.

## Bevölkerungsentwicklung
| Jahr                       | 1962 | 1968 | 1975 | 1982 | 1990 | 1999 | 2006 | 2013 |
| Einwohner                  | 160  | 162  | 133  | 123  | 115  | 130  | 149  | 141  |
| Quellen: Cassini und INSEE |      |      |      |      |      |      |      |      |

## Sehenswürdigkeiten
- Kirche Saint-Martin, seit 2007 Monument historique
- Schloss Saint-Martin-des-Plains

## Weblinks

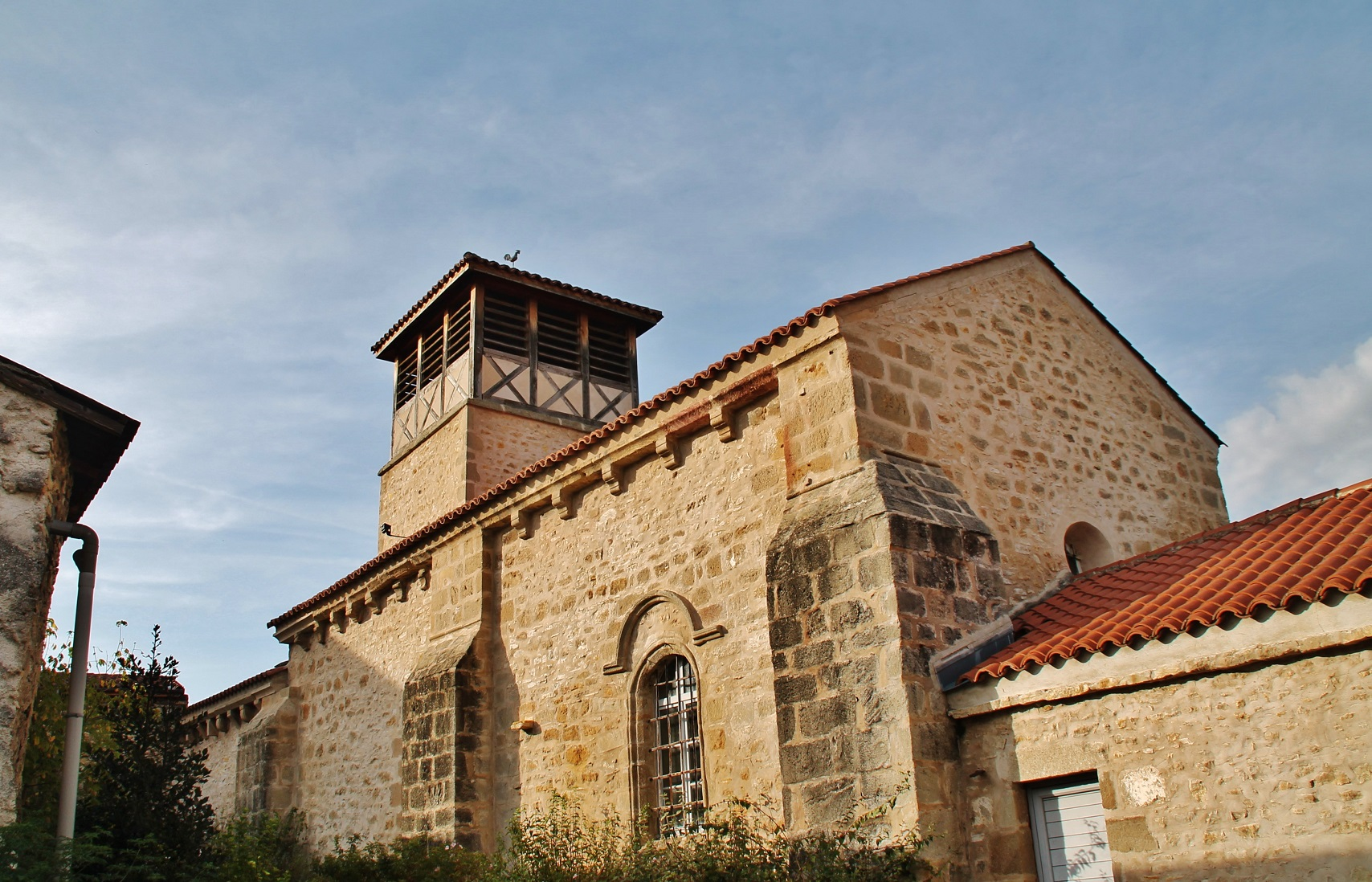
Kirche Saint-Martin